# Kamienica przy Rynku 14 w Tarnowskich Górach
Kamienica przy Rynku 14 w Tarnowskich Górach – zabytkowa, trójkondygnacyjna kamienica, znajdująca się na rogu Rynku i ulicy Opolskiej w Tarnowskich Górach, wybudowana w 1908 roku w stylu eklektycznym. W 1999 roku została wpisana do rejestru zabytków nieruchomych województwa śląskiego.

## Lokalizacja
Kamienica znajduje się w północno-zachodnim narożu tarnogórskiego rynku, u jego zbiegu z ulicą Opolską. Od strony południowej do budynku przylega XVI-wieczna kamienica pod nr. 15, przebudowywana w XVIII i XIX wieku, natomiast po drugiej stronie ulicy Opolskiej znajduje się tzw. Dom Padiery. Elewacja frontowa (wschodnia) skierowana jest na Rynek, natomiast elewacja boczna – w stronę ulicy Opolskiej.

## Historia

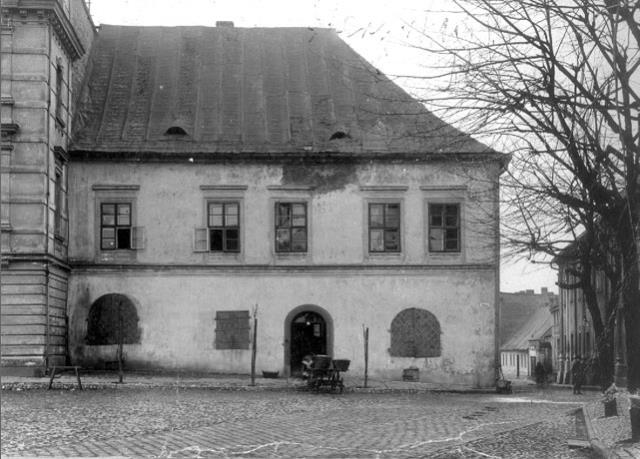
Budynek dawnego ratusza w miejscu obecnej kamienicy, ok. 1900 r.

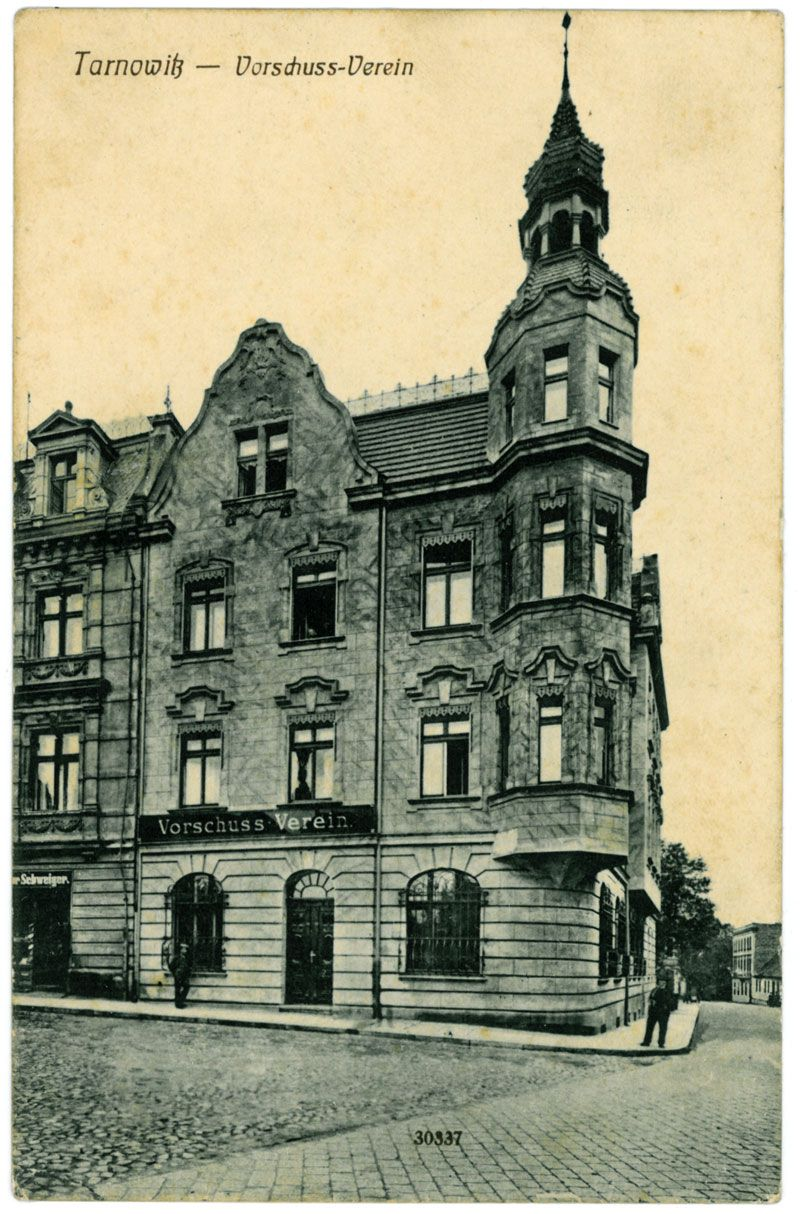
Budynek Vorschuss-Verein w Tarnowskich Górach ok. 1915 roku

Budynek został wzniesiony w 1908 roku z inicjatywy Towarzystwa Zaliczkowego w Tarnowskich Górach (niem. Vorschuss-Verein zu Tarnowitz) i według projektu mistrza murarskiego Emanuela Dziuby. Wybudowano go w miejscu tzw. Domu Szymkowica – XVI-wiecznej trzykondygnacyjnej kamienicy z dziesięcioma pomieszczeniami, własną studnią i stajnią, formą zbliżonej do Domu Sedlaczka, w której przez prawie 300 lat (od 1608 do 1898 roku), mieścił się ratusz. Nowa kamienica nie stanęła dokładnie w miejscu starej; w celu poszerzenia początkowego odcinka ulicy Opolskiej (wówczas Lublinitzerstraße) działkę pod nr. 14 zwężono o 4 m, udostępniając jednocześnie kosztem płyty rynku pas o szerokości 4 m, dzięki czemu nowy budynek mógł stanąć w jednej linii zabudowy z pozostałymi domami tworzącymi zachodnią pierzeję rynku.
Bank zajął parter nowego budynku, natomiast na piętrach znajdowały się lokale mieszkalne, w tym mieszkanie Josepha Struziny, dyrektora Vorschuss-Verein. W kolejnych dziesięcioleciach w kamienicy wciąż prowadzona była działalność finansowa, choć mieszczące się w niej instytucje nosiły różne nazwy. W latach 1956–1974 parter oraz pierwsze piętro zajmował oddział Narodowego Banku Polskiego, zaś drugie piętro i poddasze pełniły funkcje mieszkalne. Od 1974 roku do końca drugiego dziesięciolecia XXI wieku właścicielem oraz użytkownikiem całości budynku był PKO BP.
W latach 1995–1997 Biuro Usług Architektonicznych „Kwadrat” z Chorzowa przeprowadziło remont budynku, podczas którego odrestaurowano elewacje, przebudowano wnętrza oraz wymieniono oryginalną drewnianą stolarkę okienną na plastikową. 25 maja 1999 roku kamienica została wpisana do rejestru zabytków.
W latach 2019–2021 miał miejsce kolejny remont budynku. W jego wyniku kamienicę zaadaptowano na cele biurowe, a na parterze i pierwszym piętrze otwarto restaurację Skarbiec oraz pizzerię Tesoro. Projekt na zlecenie firm Carbonex i Karbon 2 wykonała Pracownia Projektowa Koziarski.

## Architektura

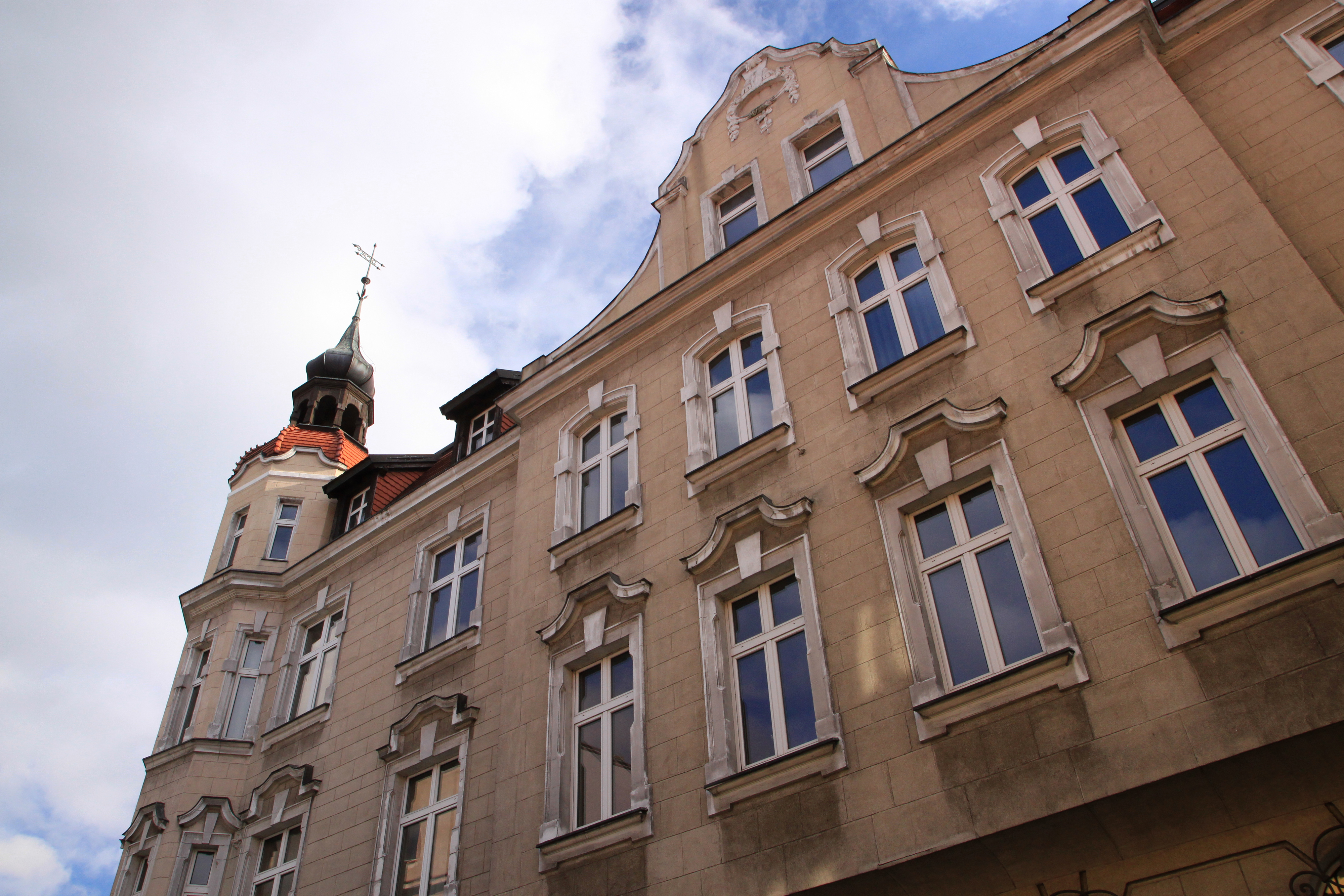
Elewacja północna od strony ul. Opolskiej (2013)

Kamienica przy Rynku 14 jest budynkiem murowanym z cegły, narożnym, wzniesionym na rzucie zbliżonym do litery „L”, z zaokrąglonym narożnikiem północno-wschodnim. Ma trzy kondygnacje, poddasze użytkowe i jest podpiwniczona. Kubatura budynku wynosi 4323 m³, a jego powierzchnia użytkowa to 826 m². Dach jest dwuspadowy ze stromą połacią nad częścią północną i wschodnią, a łagodną, pulpitową od strony dziedzińca; kryty dachówką karpiówką, z kutą żelazną balustradą na kalenicy. Kamienica reprezentuje styl eklektyczny z dominującymi elementami neobaroku.
Elewacje budynku są asymetryczne i ozdobione na całej powierzchni pseudoboniowaniem. Jest ono głębsze na poziomie parteru, co tworzy optycznie efekt cokołu. Partia parteru oddzielona jest od partii pięter gzymsem kordonowym. Elewacje wieńczy silnie profilowany gzyms koronujący, przerwany na szerokości ryzalitu elewacji frontowej.
Fasada (elewacja wschodnia), jest trójosiowa. W jej lewej części znajduje się płytki ryzalit zwieńczony szczytem o falistym wykroju z kartuszem z literami „VV” (od Vorschuss-Verein), ujętym liściastym festonem. Otwór okienny na parterze zamknięty jest odcinkowo. Otwory okienne wyższych kondygnacji są prostokątne, z wyjątkiem dwóch lewych skrajnych osi drugiego piętra, gdzie zamknięte są odcinkowo. Okna pierwszego piętra ozdobione są dodatkowo frontonami z wygiętych gzymsów. Okno w szczycie jest prostokątne, podzielone słupkiem i ozdobione medalionami.

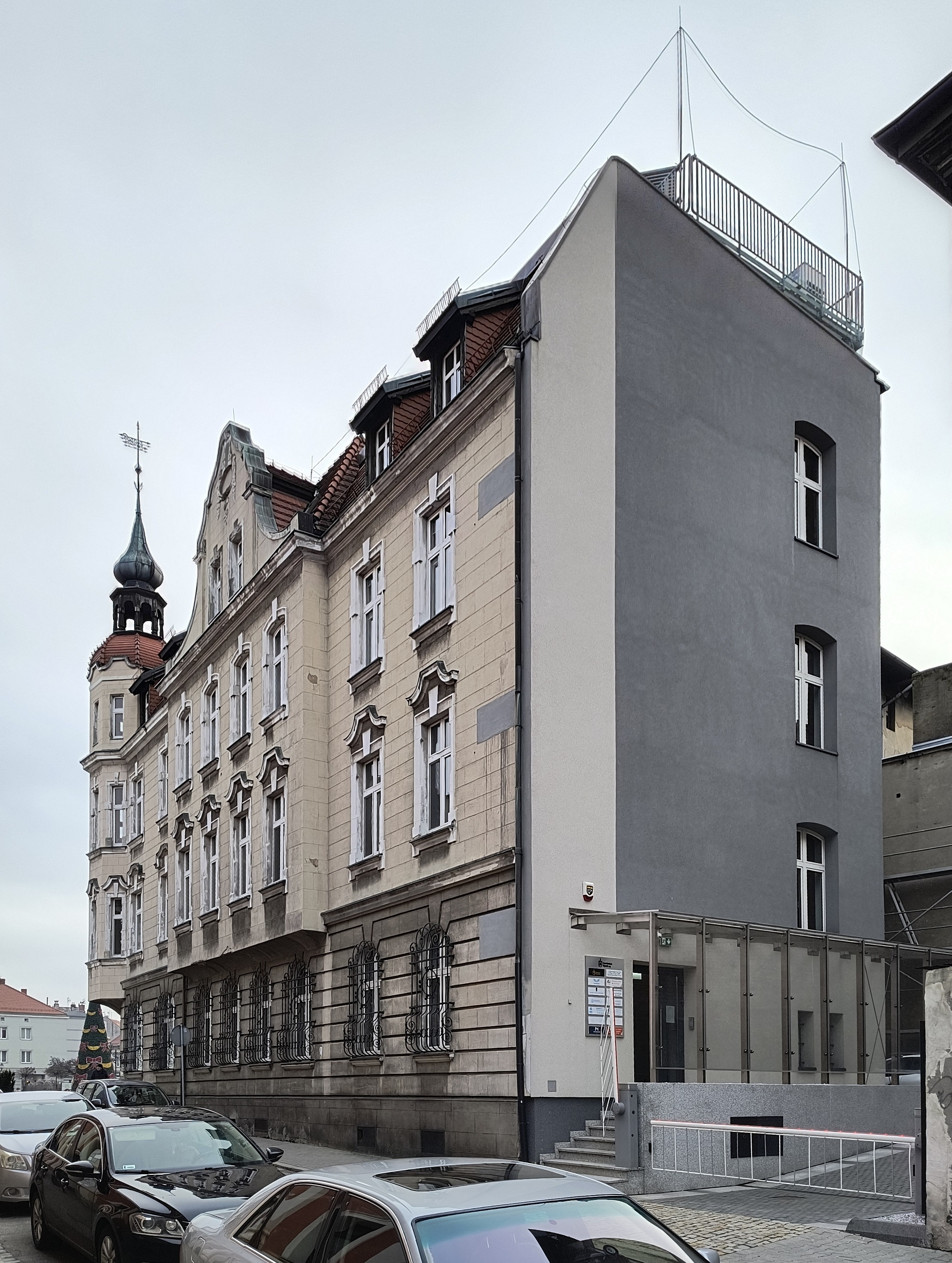
Elewacja północna i zachodnia po remoncie z lat 2019–2021 (zdj. 2024)

Elewacja boczna (północna) jest ośmioosiowa. W jej części centralnej znajduje się czteroosiowy ryzalit kryty odrębnym czterospadowym daszkiem, zakończony falistym szczytem ze spływami. Na parterze otwory okienne w dwóch lewych skrajnych osiach zamknięte są łukiem, a pozostałe półkoliście. Otwory okienne wyższych kondygnacji są prostokątne, z wyjątkiem okien na drugim piętrze w ryzalicie, które zamknięte są odcinkowo, i ujęte w obramowania tynkowe. Otwory okienne pierwszego piętra, podobnie jak w elewacji frontowej, ozdobione są naczółkami. W szczycie znajdują się dwa prostokątne okna ujęte pilastrami, które doświetlają poddasze użytkowe.
W narożniku północno-wschodnim wyróżnia się trójkondygnacyjny wykusz w formie wieżyczki krytej dwukondygnacyjnym hełmem, sięgającym ponad kalenicę pozostałej części dachu. Górna część dachu wieżyczki ma formę cebulastą i kryta jest miedzianą blachą. Okna wykusza są wąskie, prostokątne, na pierwszym piętrze ozdobione dwuramiennymi frontonami.
Elewacje tylne są asymetryczne i pozbawione dekoracji.
Wnętrza kamienicy mają układ jednotraktowy na osi wschód–zachód z korytarzem i niepełnym traktem od strony południowej. W zachodniej części budynku znajduje się główna klatka schodowa, łącząca wszystkie kondygnacje. Schody są dwubiegowe, z ażurowymi, metalowymi podstopniami, stopniami z okładziną drewnianą oraz metalową balustradą. Druga klatka schodowa, łącząca parter i pierwsze piętro zabiegowymi, żelbetowymi schodami o granitowej okładzinie, zlokalizowana jest we wschodniej części kamienicy. Piwnice nakryte są stropami Kleina i betonowymi stropami płaskimi, a wyższe kondygnacje – żelbetowymi stropami płaskimi.